# Bolmstad
Bolmstad är en bebyggelse vid östra stranden om Bolmen väster om Ljungby i Ljungby kommun. Från 2020 avgränsar SCB här en småort.